# 张量场
在数学，物理和工程上，张量场（tensor field）是一个的非常一般化的几何变量的概念。它被用在微分几何和流形的理论中，在代数几何中，在广义相对论中，在材料的应力和应变的分析中，和在物理科学和工程的无数应用中。它是向量场和纯量场的想法的一般化，而向量场可以视为“从点到点变化的向量”。
物理学中场的一种。假如一个空间中的每一点的属性都可以以一个张量来代表的话，那么这个场就是一个张量场。最常见的张量场有广义相对论的应力能张量场（Stress-energy tensor field）。
必须注意到很多不严格的称为“张量”的数学结构实际上是“张量场”，定义在流形上的场在流形的每点定义一个张量。

## 几何式介绍
向量场的几何直觉就是在某个区域的每一点指定一個帶有长度和方向的“箭头”（也就是在這區域的每一點指定了一個向量）。弯曲空间的向量场的例子有在地球表面的水平风速的气象图。
张量场的一般想法综合更丰富的几何信息—例如在度量张量的情况就是点到点变化的椭球—以及我们不需要把概念建立在曲面的特定映射方式上的思想。它应该独立于纬度和经度存在，或任何我们用以引入数字坐标的特定的'绘图映射'。

## 向量丛解释
当代的张量场思想的数学表达把它分为两步的概念。
首先有向量丛的想法，实际上就是“依赖于参数的向量空间”—参数就是一个流形。例如：依角度变化的一维向量空间可以看起来像默比乌斯带也可以像圆柱。给定M上的向量丛V，相应的场的概念称为丛的一个“截面”：随着m在M上改变，在m点的向量空间Vm上的向量vm的一个选择。
因为张量积概念和任何基的选择无关，在M上的两个向量丛的乘积是常规做法。从切丛（切空间的丛）开始，在张量的无分量处理中的整个机制可以一种常规的方式照搬归来— ,而且也是坐标无关的，就像在简介中提到的一样。
最后，我们给出张量场的一个定义，也就是作为某个张量丛的一个截面。因为所有东西都是用内在的方式去做的。

## 应用
例如，曲率张量用在微分几何中而应力能张量在物理和工程上很重要。这两个都和爱因斯坦的广义相对论理论相关。工程上，很多背景流形经常是欧几里得三维空间张量场赋予流形的任意给定点一个空间
{\displaystyle V\otimes ...\otimes V\otimes V^{*}\otimes ...\otimes V^{*}}
中的张量。
其中V是切空间而V*是余切空间，参看切丛和余切丛。

## 记号
张量场的记号和张量空间的极相近，有时会混淆。所以，切丛TM=T（M）有时写作
{\displaystyle T_{0}^{1}(M)=T(M)=TM}
以强调切丛是流形M的（1,0）型张量场的空间。不要和看起来非常相近的记号
{\displaystyle T_{0}^{1}(V)}
搞混。在后一种情况，我们有一个张量空间，而在前一种情况我们有对流形每点有定义的张量空间。
手写体字母有时用于表示光滑的张量场。所以
{\displaystyle {\mathcal {T}}_{n}^{m}(M)}
是M上的无限可微分张量场的（m,n）型张量丛的截面集。一个张量场是该集的一个元素。

## 张量微积分
在理论物理和其他领域，用张量场表达的微分方程提供了表达本质上是几何的（由张量的本质保证）并在传统上和微积分相关的关系的一种极为通用的方式。表述这样的方程需要一种新的概念，称为协变导数。这个概念用于表述张量场沿着一个向量场的变化。最初的绝对微积分后来被称为张量微积分，导致了联络这个几何概念被分离出来。

## 通过一个线丛的扭转
张量场的一个推广是加入一个额外的M上的线丛L。若W是V和L的张量积丛，则W是一个同样维度的向量空间丛。这使得我们能够定义张量密度，一个'扭转'类型的张量场。张量密度是当L是“流形的密度”丛（也就是余切丛的行列式丛）时的特殊情况（严格来讲，需要使用转移函数的绝对值—这对可定向流形来说没有什么区别）。
密度丛L的一个特点（再次假设可定向）是，Ls对于一个实数s是可以定义的；这可以从取严格正值的变换函数得到。这意味着，例如，我们可以取“半密度”，当s = ½。一般来讲，我们可以取W的截面，V和Ls的张量积，并考虑比重s的张量密度场（tensor density fields）。
半密度用于在流形上定义积分算子和几何量子化（geometric quantization）这样的领域。

## 平坦的情况
当M是一个欧几里得空间是，而所有的场都在用M的向量平移下不变时，我们回到了张量场和位于原点的一个张量同义的情况。这没有什么害处，还经常在应用中采用。用在张量密度上，这确实有区别。密度丛不能严格的定义在一点；所以现在张量的数学处理的一个局限就是张量密度要用一种迂回的方式来定义。

## 闭上链和链式法则
作为张量概念的高级解释，可以把链式法则在多变量的情况进行解释，作为在坐标变换时的应用，也作为张量场中的张量本身的一致性的要求。
抽象的讲，我们可以把链式法则作为一个1-闭上链。这给了用内在的方式定义切丛所需要的一致性。其他张量的向量丛有相应的闭上链，可以从把张量构造的泛函属性用到链式法则本身得到；这就是为什么它们也是内在的概念。
通常所说的处理张量的经典方法试图对此反向解读—所以是一种启发式的，后验（post hoc）的方法而非真正基本的方法。隐含的定义张量如何在坐标变换下变化是闭上链所表达的那种自洽。张量密度的构造是一个闭上链级别上的扭转。几何学家从不怀疑张量“量”的几何本质；这种下降论证抽象的证明了整个理论的正确性。

## 参看
- jet丛
- 旋量场